# Витваре
Витваре (др.-англ. Ƿihtƿara) было племенным королевством англосаксонского периода. Оно находилось на острове Уайт и было завоёвано королевством Уэссекс в конце VII века.

## Этимология
Происхождение корня Ƿiht неясно, хотя, вероятно, он происходит от gweiθ, протобритонского слова, означающего «укрепление, земляные работы или форт». Суффикс ƿara является родительным падежом множественного числа древнеанглийского существительного ƿaru, что означает «забота, наблюдение, охрана, защита, оборона». Таким образом, буквальный перевод слова Ƿihtƿara - это «охранники форта».

## Происхождение
Народ Витваре был ютами, смесью кимвр, тевтонов, гутонов и карудов. Это этническое различие было зафиксировано Бедой в его Церковной истории народа англов в начале VIII века:
Те, кто перешел на нашу сторону, принадлежали к трём самым могущественным народам Германии — саксам, англам и ютам. От ютов произошли жители Кента и острова Уайт, а также те, кто живёт напротив острова Уайт в Уэссексе.

Беда, 1910, 1.15
Приписывание Виггару и Стауфу статуса самых ранних королей является примером неисторических мифов об происхождении, опровергнутых археологией. Более интересными являются бриттские элементы мифа, поскольку имена Кердика из Уэссекска и его племени происходят из их языка. Название племени происходит от того же корня, что и Ƿihtƿara - gweiθ. Предполагается, что племя участвовало в защите другого укрепления в послеримской Британии.

## История

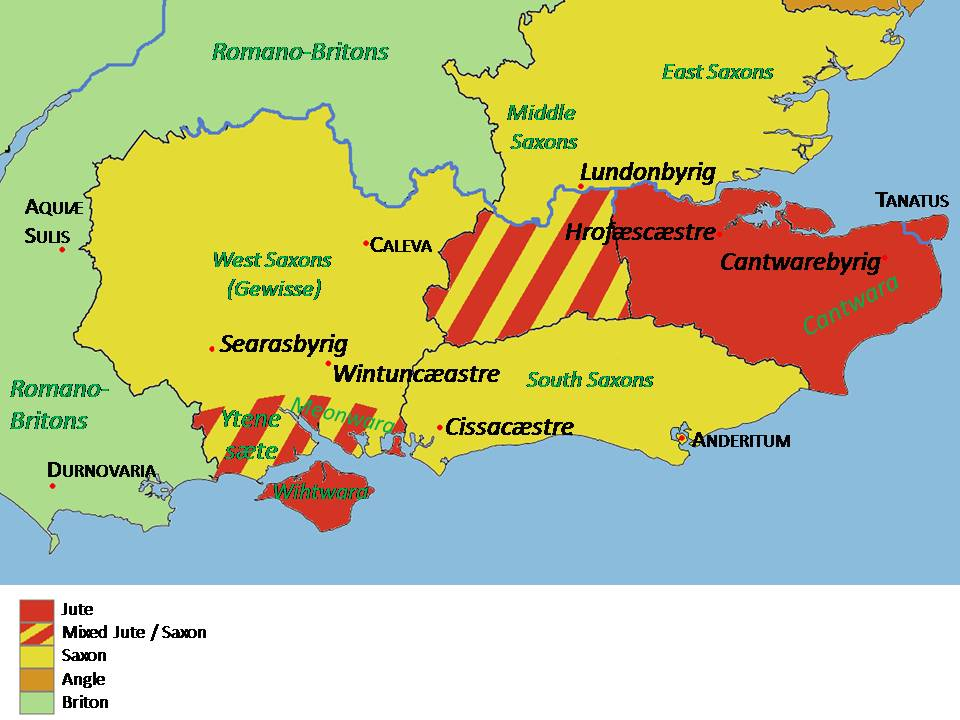
Англосаксонские поселения на юго-востоке Британии около 572 года

Структура поселений на острове, известном как Вектис, свидетельствует о процветании местного сельского хозяйства, основанного на системе вилл в римскую эпоху. Экспорт шкур, рабов, охотничьих собак, зерна, крупного рогатого скота, серебра, золота и железа осуществлялся из порта в Брэдинге вплоть до падения римской власти во время Великого заговора 367-368 годов.
Есть данные о возникновении на острове небольшого гётского королевства, вероятно, называемого королевством Вектис. Археология подтвердила германские захоронения в Боукомбе и Гаткомбе, которые были по меньшей мере за 50 лет до дат, предложенных историческими источниками, одновременно с пожалованием Гонорием земли в Аквитании вестготам в 418 году. Они, в свою очередь, по-видимому, заняли и/или укрепили близлежащий Карисбрук и в течение следующих нескольких десятилетий основали колонии по всему Те-Соленту. Около 476 года на острове и в Гэмпшире появляется гётский компонент. Деревни Арретон и Хоррингфорд, по-видимому, являются ютскими и могут указывать на их происхождение из Орре и Йерринга в Ютландии.
По ту сторону Ла-Манша была попытка сохранить романо-германскую политическую структуру в регионе до прихода франков. Суассонская область оккупировала северную Галлию в 457-486 годах, в то время как Вестготское королевство оккупировало южную Галлию в 418-507 годах. Все эти территории перешли к франкам после сражения при Суассоне и при Вуйе в конце V и начале VI веков, соответственно. В результате молодое королевство Вектис оказалось в изоляции.
Достоверно известен только последний король Витваре - Арвальд. Сообщается, что он был убит при вторжении короля Уэссекса Кэдвалла в 686 году. Он, по-видимому, был реальной исторической личностью, и истории о том, как его сыновья сбежали в Великий Итенский лес в Нью-Форесте только, чтобы быть преданными и казненными, имеют историческую достоверность. Генеалогии служат политической цели и, вероятно, являются интерполяциями.
Возвышение королевства Уэссекс, по-видимому, связано с упадком власти вестготов после 517 года, когда западные саксы воспользовались их потерями в Галлии. В конце 680-х годов западные саксы двинулись на юг и завоевали земли ютов в Гэмпшире и на острове Уайт. Первое оказалось относительно мирным делом, в то время как второе было особенно жестоким. Последующее основание очень крупного торгового поселения в Хамвике наводит на мысль, что контроль над Те-Солентом был мотивирующим фактором в завоевании земель ютов.
Во время вторжения на остров в 686 году король Уэссекса Кэдвалл попытался уничтожить всех жителей и заменить их своими собственными последователями. Юты, однако, оставались большинством населения.